# Бассіан (сенатор)
Бассіан (лат. Bassianus; помер 316) — давньоримський сенатор. Був нареченим Анастасії, зведеної сестри імператора Костянтина Великого. У 314 році Костянтин мав наміри надати Бассіану титул цезаря, проте інший імператор, Ліциній, виступив проти цього. За деякими джерелами, Бассіан був звинувачений у спробі заколоту проти Костянтина.

## Життєпис
Найімовірніше, Костянтин намагався зробити Бассіана цезарем через те, що його брат, Сенеціон, був високопоставленим чиновником (dux limitis) на службі у Ліцинія, що правив на Сході держави. Тому шлюб між Бассіаном та Анастасією мав зміцнити зв'язки між двома августами.
У наступному 316 році Костянтин надіслав до Ліцинія в Сірмій свого зведеного брата, Юлія Констанція, з пропозицією призначення Бассіана молодшим правителем (цезарем) та надання тому керування Італією. Втім, Ліциній відмовився від цієї пропозиції; до того ж, він наказав Сенеціону зв'язатися зі своїм братом з проханням вбити Костянтина та захопити для Ліцинія всю Італію. Зрештою, ця змова була розкрита, а Бассіан був заарештований і страчений. Також Костянтин попросив Ліцинія передати йому і Сенеціона, проте східний імператор відмовився.
Після цього Ліциній зайнявся руйнуванням статуй свого колеги в місті Емона, що вважалася уявним кордоном між сферами впливу двох імператорів. Через це між Костянтином і Ліцинієм розпочався збройний конфлікт, новий епізод Громадянських війн Тетрархії. Того ж року між арміями двох імператорів стався бій, відомий як битва при Цибалах.
Нещодавні просопографічні дослідження дозволяють припустити, що Бассіан і Сенецій походили з родів Аніціїв та Нумміїв Альбінів Сенеціонів.